# Viviers-lès-Montagnes
Viviers-lès-Montagnes, connu sous la Révolution sous le nom de Viviers-la-Montagne, est une commune française située dans le sud du département du Tarn, en région Occitanie. Sur le plan historique et culturel, la commune est dans le Castrais, un territoire essentiellement agricole, entre la rive droite de l'Agout au sud et son affluent, le Dadou, au nord.
Exposée à un climat océanique altéré, elle est drainée par le ruisseau du Bernazobre, le ruisseau du Perche, le ruisseau Grantès et par divers autres petits cours d'eau. La commune possède un patrimoine naturel remarquable composé d'une zone naturelle d'intérêt écologique, faunistique et floristique.
Viviers-lès-Montagnes est une commune rurale qui compte 1 992 habitants en 2022, après avoir connu une forte hausse de la population depuis 1968. Elle est dans l'agglomération de Castres et fait partie de l'aire d'attraction de Castres. Ses habitants sont appelés les Viviérois ou  Viviéroises.

## Géographie

### Localisation
Commune de l'aire urbaine de Castres située dans son unité urbaine, à 15 kilomètres au sud-ouest de la ville de Castres.

### Communes limitrophes
Les communes limitrophes sont  Cambounet-sur-le-Sor, Navès, Saint-Affrique-les-Montagnes, Saïx, Soual et Verdalle.
| Cambounet-sur-le-Sor | Saïx                  |                              |
| Soual                | Viviers-lès-Montagnes | Navès                        |
|                      | Verdalle              | Saint-Affrique-les-Montagnes |

### Hydrographie
La commune est dans le bassin de la Garonne, au sein du bassin hydrographique Adour-Garonne. Elle est drainée par le ruisseau du Bernazobre, le ruisseau du Perche, un bras du Sant et par divers petits cours d'eau, qui constituent un réseau hydrographique de 23 km de longueur totale,.
Le ruisseau du Bernazobre, d'une longueur totale de 24,9 km, prend sa source dans la commune d'Escoussens et s'écoule vers le nord puis se réoriente vers l'ouest. Il traverse la commune et se jette dans le Sor à Cambounet-sur-le-Sor, après avoir traversé 8 communes.
Le ruisseau du Perche, d'une longueur totale de 10,5 km, prend sa source dans la commune de Verdalle et s'écoule vers le nord. Il traverse la commune et se jette dans le ruisseau du Bernazobre sur le territoire communal, après avoir traversé 3 communes.

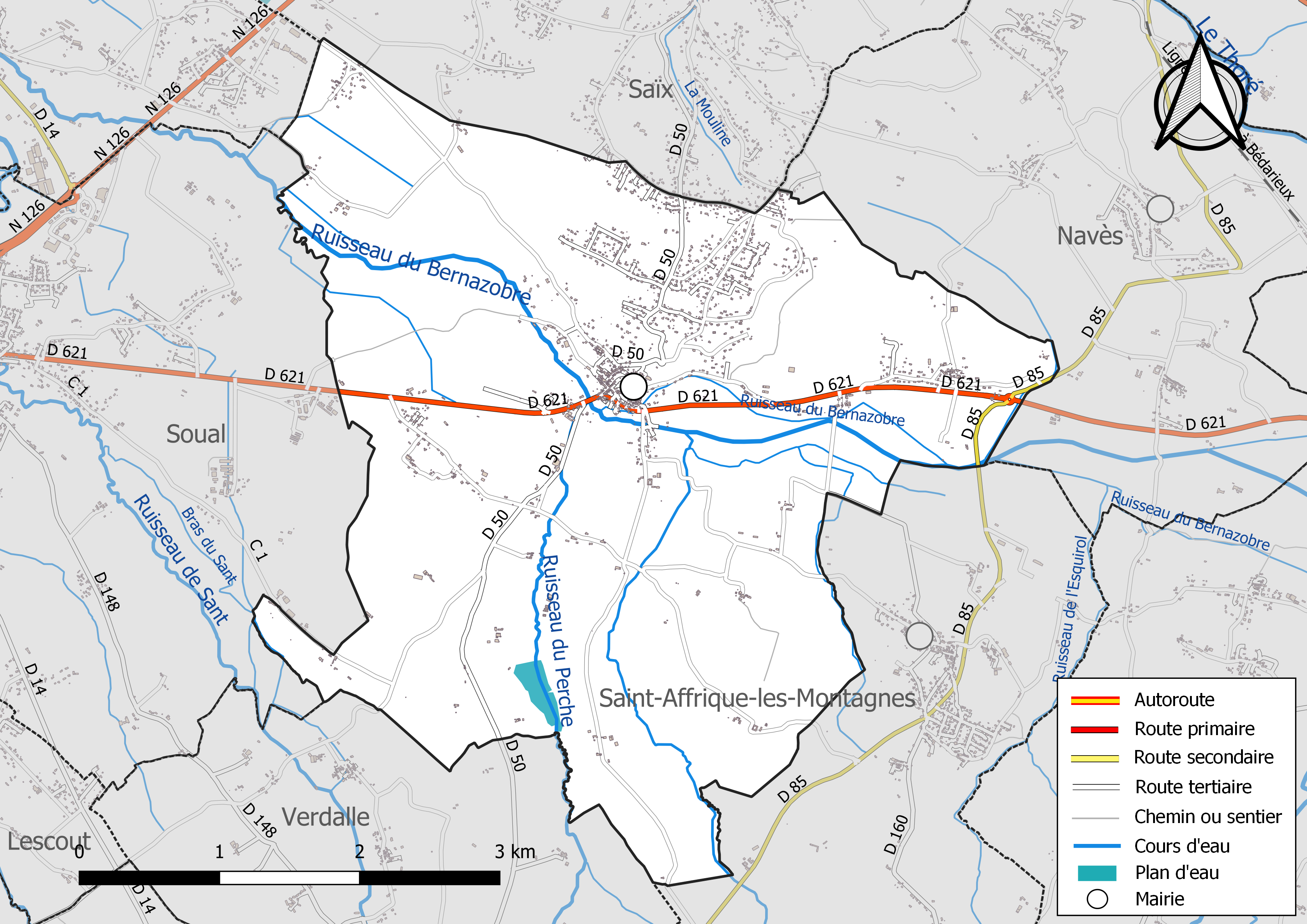
Réseaux hydrographique et routier de Viviers-lès-Montagnes.

### Climat
Pour des articles plus généraux, voir Climat de l'Occitanie et Climat du Tarn.
En 2010, le climat de la commune est de type climat du Bassin du Sud-Ouest, selon une étude du Centre national de la recherche scientifique s'appuyant sur une série de données couvrant la période 1971-2000. En 2020, Météo-France publie une typologie des climats de la France métropolitaine dans laquelle la commune est exposée à un climat océanique altéré et est dans la région climatique Aquitaine, Gascogne, caractérisée par une pluviométrie abondante au printemps, modérée en automne, un faible ensoleillement au printemps, un été chaud (19,5 °C), des vents faibles, des brouillards fréquents en automne et en hiver et des orages fréquents en été (15 à 20 jours).
Pour la période 1971-2000, la température annuelle moyenne est de 13,1 °C, avec une amplitude thermique annuelle de 15,8 °C. Le cumul annuel moyen de précipitations est de 803 mm, avec 9,6 jours de précipitations en janvier et 4,9 jours en juillet. Pour la période 1991-2020, la température moyenne annuelle observée sur la station météorologique de Météo-France la plus proche, « Dourgne », sur la commune de Dourgne à 8 km à vol d'oiseau, est de 13,8 °C et le cumul annuel moyen de précipitations est de 896,4 mm. 
La température maximale relevée sur cette station est de 41,8 °C, atteinte le 23 août 2023 ; la température minimale est de −19,5 °C, atteinte le 16 janvier 1985,,.
Les paramètres climatiques de la commune ont été estimés pour le milieu du siècle (2041-2070) selon différents scénarios d'émission de gaz à effet de serre à partir des nouvelles projections climatiques de référence DRIAS-2020. Ils sont consultables sur un site dédié publié par Météo-France en novembre 2022.

### Milieux naturels et biodiversité

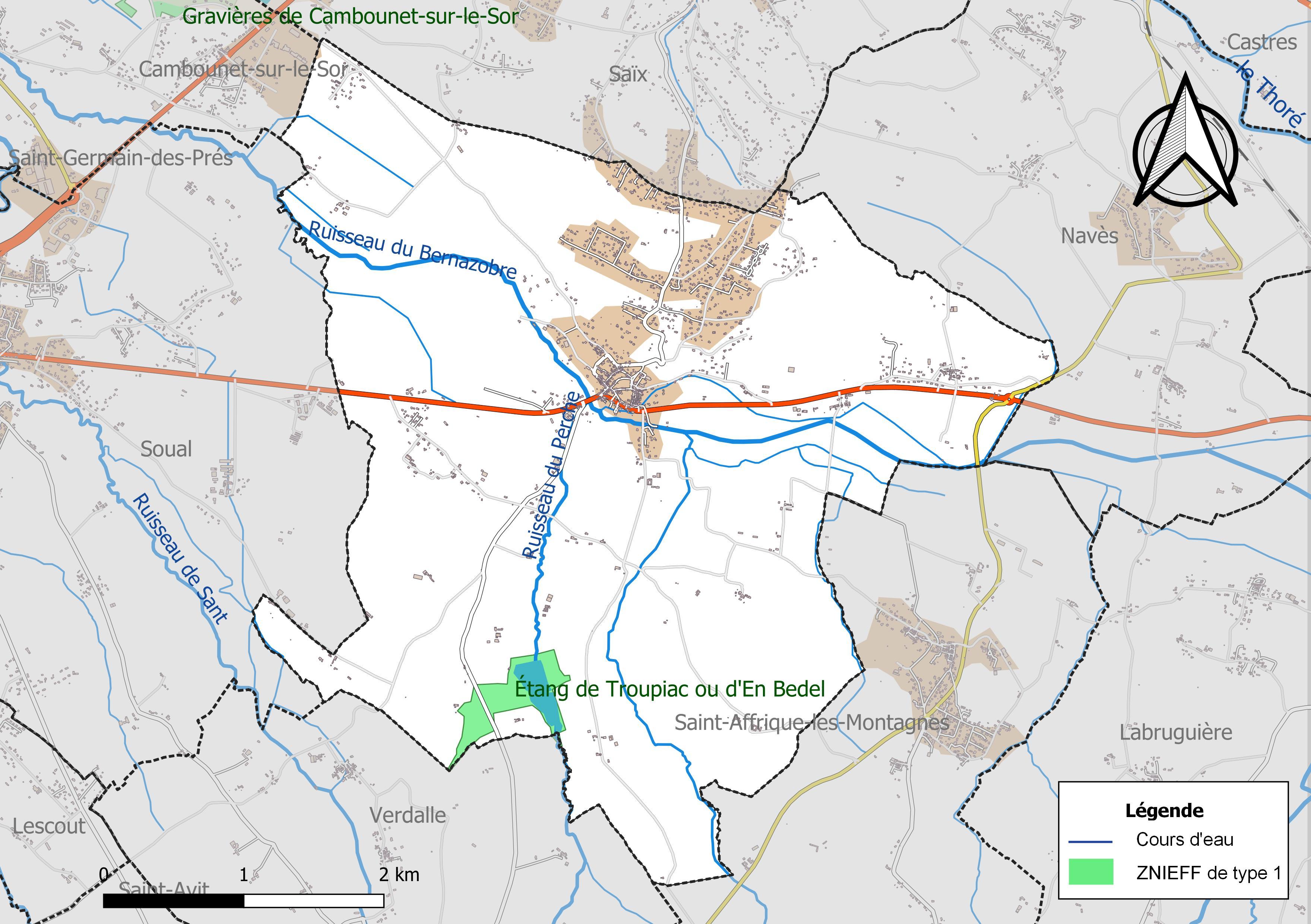
Carte de la ZNIEFF de type 1 localisée sur la commune.

L’inventaire des zones naturelles d'intérêt écologique, faunistique et floristique (ZNIEFF) a pour objectif de réaliser une couverture des zones les plus intéressantes sur le plan écologique, essentiellement dans la perspective d’améliorer la connaissance du patrimoine naturel national et de fournir aux différents décideurs un outil d’aide à la prise en compte de l’environnement dans l’aménagement du territoire.
Une ZNIEFF de type 1 est recensée sur la commune :
l'« étang de Troupiac ou d'En Bedel » (27 ha), couvrant 2 communes du département.

## Urbanisme

### Typologie
Au 1er janvier 2024, Viviers-lès-Montagnes est catégorisée bourg rural, selon la nouvelle grille communale de densité à sept niveaux définie par l'Insee en 2022.
Elle appartient à l'unité urbaine de Castres, une agglomération intra-départementale regroupant huit  communes, dont elle est une commune de la banlieue,,. Par ailleurs la commune fait partie de l'aire d'attraction de Castres, dont elle est une commune de la couronne,. Cette aire, qui regroupe 55 communes, est catégorisée dans les aires de 50 000 à moins de 200 000 habitants,.

### Occupation des sols
L'occupation des sols de la commune, telle qu'elle ressort de la base de données européenne d’occupation biophysique des sols Corine Land Cover (CLC), est marquée par l'importance des territoires agricoles (79,8 % en 2018), en diminution par rapport à 1990 (85,4 %). La répartition détaillée en 2018 est la suivante : 
terres arables (33,7 %), zones agricoles hétérogènes (32,2 %), prairies (13,8 %), forêts (11,1 %), zones urbanisées (9,1 %). L'évolution de l’occupation des sols de la commune et de ses infrastructures peut être observée sur les différentes représentations cartographiques du territoire : la carte de Cassini (XVIIIe siècle), la carte d'état-major (1820-1866) et les cartes ou photos aériennes de l'IGN pour la période actuelle (1950 à aujourd'hui).

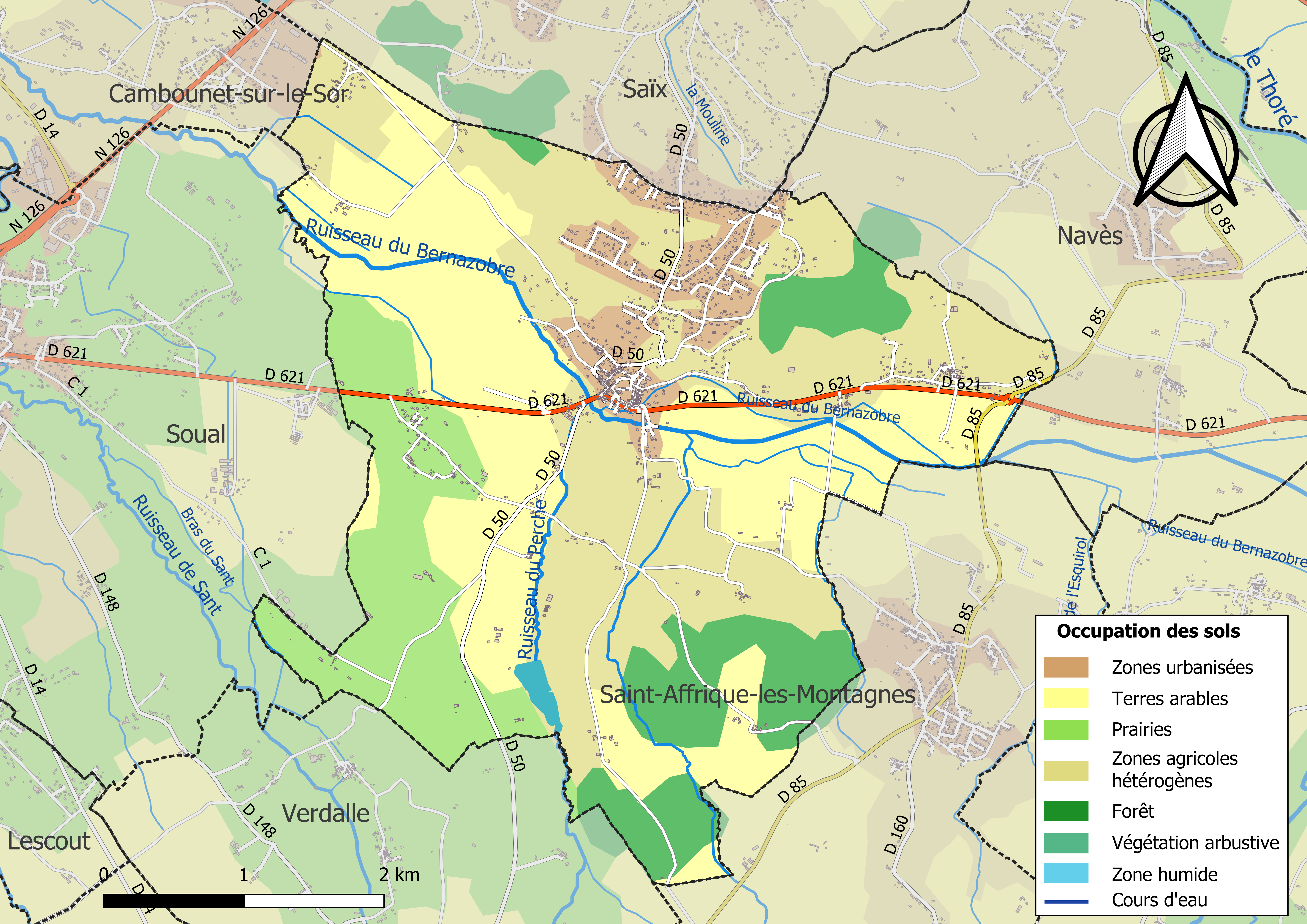
Carte des infrastructures et de l'occupation des sols de la commune en 2018 (CLC).

### Risques majeurs
Le territoire de la commune de Viviers-lès-Montagnes est vulnérable à différents aléas naturels : météorologiques (tempête, orage, neige, grand froid, canicule ou sécheresse), inondations, mouvements de terrains et séisme (sismicité très faible). Il est également exposé à un risque technologique,  le transport de matières dangereuses. Un site publié par le BRGM permet d'évaluer simplement et rapidement les risques d'un bien localisé soit par son adresse soit par le numéro de sa parcelle.

#### Risques naturels
Certaines parties du territoire communal sont susceptibles d’être affectées par le risque d’inondation par débordement de cours d'eau, notamment le ruisseau du Bernazobre et le ruisseau du Perche. La cartographie des zones inondables en ex-Midi-Pyrénées réalisée dans le cadre du XIe Contrat de plan État-région, visant à informer les citoyens et les décideurs sur le risque d’inondation, est accessible sur le site de la DREAL Occitanie. La commune a été reconnue en état de catastrophe naturelle au titre des dommages causés par les inondations et coulées de boue survenues en 1982, 1992, 1996, 2009, 2013, 2018 et 2020,.
Viviers-lès-Montagnes est exposée au risque de feu de forêt. En 2022, il n'existe pas de Plan de Prévention des Risques incendie de forêt (PPRif). Le débroussaillement aux abords des maisons constitue l’une des meilleures protections pour les particuliers contre le feu,.

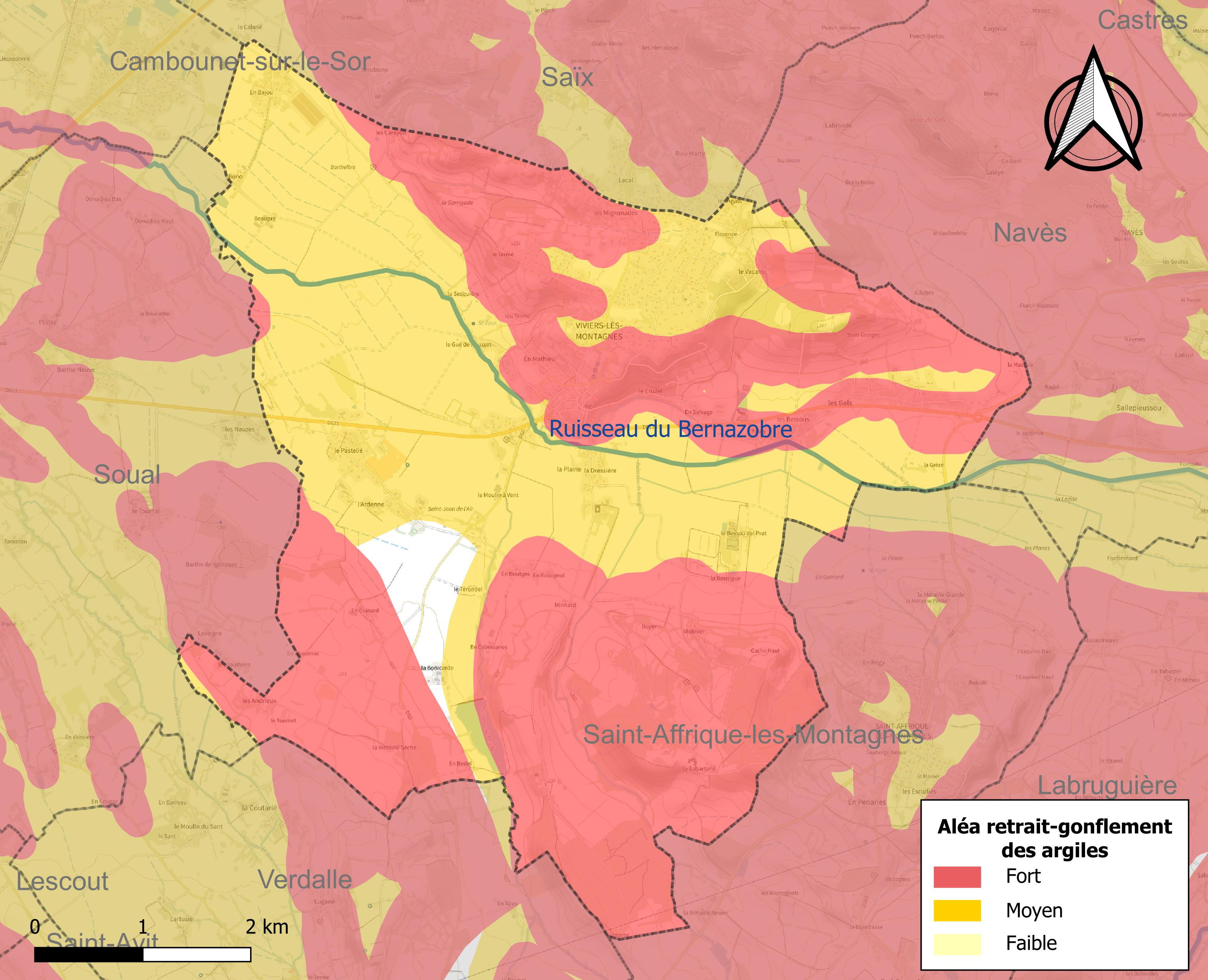
Carte des zones d'aléa retrait-gonflement des sols argileux de Viviers-lès-Montagnes.

La commune est vulnérable au risque de mouvements de terrains constitué principalement du retrait-gonflement des sols argileux. Cet aléa est susceptible d'engendrer des dommages importants aux bâtiments en cas d’alternance de périodes de sécheresse et de pluie. 97,5 % de la superficie communale est en aléa moyen ou fort (76,3 % au niveau départemental et 48,5 % au niveau national). Sur les 846 bâtiments dénombrés sur la commune en 2019, 841 sont en aléa moyen ou fort, soit 99 %, à comparer aux 90 % au niveau départemental et 54 % au niveau national. Une cartographie de l'exposition du territoire national au retrait gonflement des sols argileux est disponible sur le site du BRGM,.
Par ailleurs, afin de mieux appréhender le risque d’affaissement de terrain, l'inventaire national des cavités souterraines permet de localiser celles situées sur la commune.

#### Risques technologiques
Le risque de transport de matières dangereuses sur la commune est lié à sa traversée par des infrastructures routières ou ferroviaires importantes ou la présence d'une canalisation de transport d'hydrocarbures. Un accident se produisant sur de telles infrastructures est susceptible d’avoir des effets graves sur les biens, les personnes ou l'environnement, selon la nature du matériau transporté. Des dispositions d’urbanisme peuvent être préconisées en conséquence.

## Toponymie
Viviers : du latin vivarium (« vivier »).

## Histoire

### Héraldique
| Viviers-lès-Montagnes | Son blasonnement est : Écartelé d'argent à la souche arrachée de sable entée de sinople, et de gueules chapé d'argent. |

## Politique et administration

### Liste des maires
| Période                                  | Période  | Identité       | Étiquette | Qualité                                                |
| ---------------------------------------- | -------- | -------------- | --------- | ------------------------------------------------------ |
| Les données manquantes sont à compléter. |          |                |           |                                                        |
| mars 2008                                | 2014     | René Saissi    |           |                                                        |
| 2014                                     | En cours | Alain Veuillet | DVG       | Ancien directeur général des laboratoires Pierre Fabre |

## Démographie
| 1793  | 1800  | 1806  | 1831  | 1836  | 1841  | 1846  | 1851  | 1856  |
| ----- | ----- | ----- | ----- | ----- | ----- | ----- | ----- | ----- |
| 1 085 | 1 066 | 1 159 | 1 175 | 1 162 | 1 235 | 1 215 | 1 208 | 1 149 |

| 1861  | 1866  | 1872  | 1876  | 1881  | 1886  | 1891 | 1896 | 1901 |
| ----- | ----- | ----- | ----- | ----- | ----- | ---- | ---- | ---- |
| 1 107 | 1 124 | 1 128 | 1 180 | 1 113 | 1 058 | 910  | 858  | 854  |

| 1906 | 1911 | 1921 | 1926 | 1931 | 1936 | 1946 | 1954 | 1962 |
| ---- | ---- | ---- | ---- | ---- | ---- | ---- | ---- | ---- |
| 820  | 775  | 637  | 655  | 625  | 625  | 597  | 694  | 734  |

| 1968 | 1975 | 1982  | 1990  | 1999  | 2006  | 2011  | 2016  | 2021  |
| ---- | ---- | ----- | ----- | ----- | ----- | ----- | ----- | ----- |
| 712  | 870  | 1 347 | 1 473 | 1 633 | 1 666 | 1 839 | 1 918 | 1 984 |

| 2022  | - | - | - | - | - | - | - | - |
| ----- | - | - | - | - | - | - | - | - |
| 1 992 | - | - | - | - | - | - | - | - |

## Économie

### Revenus
En 2018, la commune compte 812 ménages fiscaux, regroupant 2 023 personnes. La médiane du revenu disponible par unité de consommation est de 21 720 € (20 400 € dans le département). 52 % des ménages fiscaux sont imposés (42,8 % dans le département).

### Emploi
|                | 2008  | 2013  | 2018  |
| -------------- | ----- | ----- | ----- |
| Commune        | 6,6 % | 6,1 % | 6,9 % |
| Département    | 8,2 % | 9,9 % | 10 %  |
| France entière | 8,3 % | 10 %  | 10 %  |

En 2018, la population âgée de 15 à 64 ans s'élève à 1 226 personnes, parmi lesquelles on compte 75,9 % d'actifs (69 % ayant un emploi et 6,9 % de chômeurs) et 24,1 % d'inactifs,. Depuis 2008, le taux de chômage communal (au sens du recensement) des 15-64 ans est inférieur à celui de la France et du département.
La commune fait partie de la couronne de l'aire d'attraction de Castres, du fait qu'au moins 15 % des actifs travaillent dans le pôle,. Elle compte 208 emplois en 2018, contre 219 en 2013 et 205 en 2008. Le nombre d'actifs ayant un emploi résidant dans la commune est de 851, soit un indicateur de concentration d'emploi de 24,4 % et un taux d'activité parmi les 15 ans ou plus de 58,7 %.
Sur ces 851 actifs de 15 ans ou plus ayant un emploi, 135 travaillent dans la commune, soit 16 % des habitants. Pour se rendre au travail, 94,1 % des habitants utilisent un véhicule personnel ou de fonction à quatre roues, 0,6 % les transports en commun, 1,6 % s'y rendent en deux-roues, à vélo ou à pied et 3,7 % n'ont pas besoin de transport (travail au domicile).

### Activités hors agriculture

#### Secteurs d'activités
105 établissements sont implantés  à Viviers-lès-Montagnes au 31 décembre 2019. Le tableau ci-dessous en détaille le nombre par secteur d'activité et compare les ratios avec ceux du département,.
| Secteur d'activité                                                                                        | Commune | Commune | Département |
| Secteur d'activité                                                                                        | Nombre  | %       | %           |
| --- | ------- | ------- | ----------- |
| Ensemble                                                                                                  | 105     | 100 %   | (100 %)     |
| Industrie manufacturière, industries extractives et autres                                                | 14      | 13,3 %  | (13 %)      |
| Construction                                                                                              | 13      | 12,4 %  | (12,5 %)    |
| Commerce de gros et de détail, transports, hébergement et restauration                                    | 21      | 20 %    | (26,7 %)    |
| Information et communication                                                                              | 2       | 1,9 %   | (2,1 %)     |
| Activités financières et d'assurance                                                                      | 4       | 3,8 %   | (3,3 %)     |
| Activités immobilières                                                                                    | 3       | 2,9 %   | (4,2 %)     |
| Activités spécialisées, scientifiques et techniques et activités de services administratifs et de soutien | 14      | 13,3 %  | (13,8 %)    |
| Administration publique, enseignement, santé humaine et action sociale                                    | 21      | 20 %    | (15,5 %)    |
| Autres activités de services                                                                              | 13      | 12,4 %  | (9 %)       |

Le secteur de l'administration publique, l'enseignement, la santé humaine et l'action sociale est prépondérant sur la commune puisqu'il représente 20 % du nombre total d'établissements de la commune (21 sur les 105 entreprises implantées  à Viviers-lès-Montagnes), contre 15,5 % au niveau départemental.

#### Entreprises et commerces
Les cinq entreprises ayant leur siège social sur le territoire communal qui génèrent le plus de chiffre d'affaires en 2020 sont : 
- LM2F, activités des sociétés holding (111 k€)
- Glabe, activités des sociétés holding (75 k€)
- Nat-Sab, débits de boissons (70 k€)
- LTMC SARL, activités de soutien au spectacle vivant (31 k€)
- SAS Gourmandises A Titi, commerce de gros (commerce interentreprises) alimentaire non spécialisé (16 k€)

### Agriculture
La commune est dans la Montagne Noire, une petite région agricole située dans le sud du département du Tarn. En 2020, l'orientation technico-économique de l'agriculture  sur la commune est la polyculture et/ou le polyélevage. 
|               | 1988  | 2000  | 2010  | 2020  |
| ------------- | ----- | ----- | ----- | ----- |
| Exploitations | 48    | 36    | 30    | 22    |
| SAU (ha)      | 1 396 | 1 492 | 1 543 | 1 096 |

Le nombre d'exploitations agricoles en activité et ayant leur siège dans la commune est passé de 48 lors du recensement agricole de 1988  à 36 en 2000 puis à 30 en 2010 et enfin à 22 en 2020, soit une baisse de 54 % en 32 ans. Le même mouvement est observé à l'échelle du département qui a perdu pendant cette période 58 % de ses exploitations,. La surface agricole utilisée sur la commune a également diminué, passant de 1 396 ha en 1988 à 1 096 ha en 2020. Parallèlement la surface agricole utilisée moyenne par exploitation a augmenté, passant de 29 à 50 ha.

## Culture locale et patrimoine

### Lieux et monuments
Plusieurs monuments historiques sont situés à Viviers-lès-Montagnes :
- le château de Viviers[35] (XVIe siècle) ;
- le château de Troupiac[36] (XIXe siècle) ;
- l'église paroissiale Saint-Martin de Viviers-lès-Montagnes. (XIVe siècle), statue de la Vierge Marie en fonte du Val d'Osne du sculpteur Mathurin Moreau. L'édifice a été inscrit au titre des monuments historiques en 1995[37]. De nombreux objets sont référencés dans la base Palissy (voir les notices liées)[37].
- la ferme de la Sabartarié[38].

Un vieux moulin à vent est visible dans le village.

### Personnalités liées à la commune
- David-Maurice de Barrau de Muratel (1821-1899), maire de Viviers-lès-Montagnes de 1863 à 1878.
- Timoléon de Martin de Viviés, maire de Viviers-lès-Montagnes de 1878 à 1881 et de 1884 à 1910.
- Élisa Lemonnier.
- Yves-Marie Hilaire, historien des religions.